# Attaque du 10 novembre 2022 à Bruxelles
L'attaque au couteau du 10 novembre 2022 à Bruxelles est un attentat islamiste survenu à Bruxelles, en Belgique, ayant tué un policier et blessé un autre. Les autorités soupçonnent l'attaque d'être liée au terrorisme,. Plusieurs sources médiatiques ont rapporté que l'agresseur a crié la phrase arabe « allahu akbar » en commettant l'attaque au couteau.
Une affaire d'État à la suite de la découverte du profil de l'assaillant ainsi que du déroulement de la journée, éclate.

## Contexte
À la fin du XXe et au début du XXIe siècle, des attentats à la bombe et à l'arme blanche ont été perpétrés à Bruxelles, notamment en 1979, 2014, 2016, juin 2017, août 2017 et 2018.

## Attaque
Vers 18 h 15 (GMT), près de la gare de Bruxelles-Nord, deux agents ont été poignardés avant que l'agresseur ne soit touché aux jambes et à l'abdomen par une autre patrouille de police arrivée sur les lieux. L'un des policiers est mort après avoir été poignardé au cou. L'autre officier blessé ainsi que l'agresseur ont été hospitalisés.

## Victimes
| Nom            | Âge    | Nationalité | Infos                                                                                              | Sources |
| -------------- | ------ | ----------- | -------------------------------------------------------------------------------------------------- | ------- |
| Thomas Monjoie | 29 ans | Belge       | Policier en service dans la zone de Bruxelles-Nord et résidant à Limont dans la province de Liège. | ,       |

Thomas Monjoie (29 ans), policier dans la zone de Bruxelles-Nord et conducteur d'une voiture de police de type Tiguan est la seule victime mortelle de cet attentat. Il est poignardé au cou pendant qu'il attendait au feu rouge sur la Rue d'Aerschot, entre la Place Liedts et l'arrêt de tram Thomas situé sous le pont de la Gare du Nord. Il est mort sur le coup. 
Le premier blessé, Jason P., est un policier qui se trouvait sur le siège passager au bord de la voiture de police. Il est également poignardé mais survit à l'attaque, étant rapidement transporté à l'hôpital via une ambulance. Il est transféré à l'hôpital UZ de Jette et sort de l'hôpital le 12 novembre 2022, soit, deux jours après l'attaque.
Le deuxième blessé est l'auteur de l'attaque, Yassine Mahi (32 ans), qui reçoit une balle de pistolet sur la jambe droite avant d'être maitrisé par les forces spéciales.

## Suspect
Le suspect est un Belgo-Marocain de 32 ans nommé Yassine Mahi, né à Bruxelles en 1990 et domicilié à Evere. Il était connu des services de sécurité belges et figurait sur une liste de musulmans radicalisés. Dans la matinée du même jour où l'incident à l'arme blanche s'est produit, il a proféré des menaces contre la police dans un poste de police. Malgré les menaces, il n'a pas été arrêté mais conduit par la police à l'unité psychiatrique de l'hôpital Saint-Luc, où il a séjourné volontairement pour un traitement psychiatrique. Là, il a pu quitter l'hôpital,. La police a vérifié les critères de surveillance psychiatrique, mais comme il s'est volontairement dirigé vers un traitement psychiatrique, les critères légaux n'ont pas été donnés. À la suite de la connaissance du profil de l'assaillant ainsi que du déroulement de la journée, une affaire d'État éclate.